# Мари (Кентаки)
Мари (енгл. Murray) град је у америчкој савезној држави Кентаки.

## Демографија
По попису из 2010. године број становника је 17.741, што је 2.791 (18,7%) становника више него 2000. године.
| Група             | 2000.          | 2010.          |
| Белци             | 13.069 (87,4%) | 15.073 (85,0%) |
| Афроамериканци    | 1.017 (6,8%)   | 1.204 (6,8%)   |
| Азијати           | 411 (2,7%)     | 587 (3,3%)     |
| Хиспаноамериканци | 259 (1,7%)     | 542 (3,1%)     |
| Укупно            | 14.950         | 17.741         |